# Ana Karina Olaya
Ana Karina Olaya Gamboa (Buenaventura, 13 settembre 2002) è una pallavolista colombiana, schiacciatrice dell'Aras Kargo.

## Carriera

### Club
Nel 2017 entra a par parte della squadra del Valle del Cauca; nella stagione 2020-21 si trasferisce in Portogallo, ingaggiata dal Desportivo Aves, in Primeira Divisão: resta nella stessa divisione anche per l'annata successiva, vestendo però la maglia del Porto, con cui ci aggiudica due Supercoppe e due scudetti.
Nella stagione 2023-24 passa all'UNI Opole, nella Liga Siatkówki Kobiet polacca, mentre in quella successiva è alla UYBA, nella Serie A1 italiana: tuttavia, a metà annata, lascia il club di Busto Arsizio per concludere la stagione all'Aras Kargo, nella Sultanlar Ligi turca.

### Nazionale
Nel periodo compreso tra il 2016 e il 2018 viene convocata nella selezione colombiana under 18, con cui si aggiudica la Coppa panamericana 2017; nel 2018 è sia in quella under 20 che in quella under 23: in quest'ultima è chiamata fino al 2021.
Nel 2017 ottiene le prime convocazioni nella nazionale maggiore, vincendo, nello stesso anno, la medaglia d'oro ai XVIII Giochi bolivariani. Nel 2018 conquista l'oro agli XI Giochi sudamericani oltre che l'argento alla Volleyball Challenger Cup e ai XXIII Giochi centramericani e caraibici, mentre nel 2019 è la volta del bronzo alla Coppa panamericana e dell'argento ai XVIII Giochi panamericani e al campionato sudamericano 2019: in quest'ultima competizione ottiene lo stesso metallo anche nell'edizione 2021.
Nel 2022 mette al collo l'oro ai XIX Giochi bolivariani e l'argento alla Coppa panamericana; vince poi il bronzo alla Volleyball Challenger Cup 2023 e alla Coppa panamericana 2024, dove è premiata anche come miglior schiacciatrice, bissando il premio ricevuto nell'edizione precedente e nel 2025 vince la medaglia d'argento alla Coppa panamericana, impreziosita dal terzo riconoscimento consecutivo come miglior schiacciatrice del torneo.

## Palmarès

### Club
- Campionato portoghese: 2

2021-22, 2022-23
- Supercoppa portoghese: 2

2021, 2022

### Nazionale (competizione minore)
- Coppa panamericana under 18 2017
- Giochi bolivariani 2017
- Giochi sudamericani 2018
- Volleyball Challenger Cup 2018
- Giochi centramericani e caraibici 2018
- Coppa panamericana 2019
- Giochi panamericani 2019
- Giochi bolivariani 2022
- Coppa panamericana 2022
- Volleyball Challenger Cup 2023
- Coppa panamericana 2024
- Coppa panamericana 2025

### Premi individuali
- 2018 - Campionato sudamericano under 18: Miglior schiacciatrice
- 2021 - I Giochi panamericani giovanili: Miglior schiacciatrice
- 2022 - Torneo di qualificazione ai XIX Giochi panamericani (CSV): Miglior schiacciatrice[18]
- 2023 - Coppa panamericana: Miglior schiacciatrice
- 2024 - Coppa panamericana: Miglior schiacciatrice
- 2025 - Coppa panamericana: Miglior schiacciatrice